# Bahnhof Satigny
Der Bahnhof Satigny ist ein zweigleisiger Haltepunkt in der Gemeinde Satigny im schweizerischen Kanton Genf.

## Geschichte
Der Bahnhof wurde 1857 nach den Plänen des Architekten Raymond Grillot von der Compagnie de Lyon–Genève erbaut. Die Strecke von Lyon nach Genf wurde am 16. März 1858 eröffnet und war damit die erste, welche eine Verbindung mit dem Bahnhof Genf herstellte. Die seit Beginn zweispurige Strecke wurde 1913 verstaatlicht und 1965 elektrifiziert. Das ursprüngliche Gebäude wurde im Laufe der Jahre um ein weiteres Nebengebäude erweitert.

## Betrieb
Der Bahnhof wird von den folgenden Zügen des Personenverkehrs bedient:

### Zugverkehr

#### Regionalverkehr
- L 5 Genève – La Plaine
- L 6 Genève – La Plaine – Bellegarde (Ain)